# Земо Кеді
Земо Кеді (груз. ზემო ქედი) — село в Грузії.
За даними перепису населення 2014 року в селі проживає 1826 осіб.